# Memphis (忌野清志郎のアルバム)
『Memphis』（メンフィス）は、忌野清志郎の2枚目のソロ・アルバム。1992年3月25日発売。2006年1月25日にリマスター盤が再発。

## 解説
『RAZOR SHARP』以来、5年ぶりのソロ・アルバム。
1991年5月に来日したブルース・ブラザーズ・バンドの司会を忌野が務め、メンバーのスティーヴ・クロッパー、ドナルド・”ダック”・ダン等、長年ファンだった元ブッカー・T&ザ・MG'sとデモ・レコーディングを行った。プロデュースはスティーヴ・クロッパー。MG'sは1971年に解散（1977年に一時再結成）していたが、共にツアーを行うというスタッフの提案に実現性が無いと思っていた忌野は、ツアーをするならアルバムを作るべきだと発言。プロジェクトが進められて当人が一番戸惑ったという。
録音はMG'sが活動したスタックス･レコードの本拠地、テネシー州メンフィスで行われた。メンバーは既に他界しているアル・ジャクソンJr.を除くMG's、共に活動していたメンフィス・ホーンズ等が参加。滞在中、メンフィス名誉市民の称号が忌野に贈られた。このアルバムは忌野のヒット作となっただけではなく、MG's再結成のきっかけにもなった。
本作はCDとカセットテープのみの発売だったが、プロモーション用にLPが作られた。2008年の紙ジャケット再発盤はプロモ盤LPの復刻。
本作未収録「口笛」は1994年の編集盤『MAGIC - KIYOSHIRO THE BEST』で発表。ブッカー・T.・ジョーンズが最も気に入っていた曲だった。
本作は1992年4月6日付けのオリコンチャートにて最高位5位を獲得、売り上げ枚数は18.1万枚となった。

## 収録曲
作詞･作曲：忌野清志郎（特記以外）
1. Boys
（作詞･作曲：忌野清志郎、三宅伸治）
  - テレビ朝日系『ビートたけしのTVタックル』エンディング・テーマ曲
2. 雪どけ
3. カモナ・ベイビー
  - レコーディングにジョン・リー・フッカーが現れると聞かされて作られた。
4. 世間知らず
  - 先行シングル。1970年代初期に作られた楽曲を改作したもの。
5. 高齢化社会
6. ママ プリーズ カムバック
  - THE TIMERSでデモ・レコーディングされていた楽曲。
7. 石井さん
  - 1991年5月に録音。ドラムは湊雅史。
  - 歌詞は1981年の書籍『愛しあってるかい』で公開されていた。
8. ぼくの目は猫の目
  - NHK「みんなのうた」で採用。
9. ラッキー・ボーイ
10. 彼女の笑顔
  - THE TIMERSでデモ・レコーディングされていた楽曲。
11. MTN
（作詞･作曲 - 忌野清志郎、Steve Cropper）